# Rhodostemonodaphne kunthiana
Rhodostemonodaphne kunthiana är en lagerväxtart som först beskrevs av Christian Gottfried Daniel Nees von Esenbeck, och fick sitt nu gällande namn av Rohwer. Rhodostemonodaphne kunthiana ingår i släktet Rhodostemonodaphne och familjen lagerväxter. Inga underarter finns listade i Catalogue of Life.